# Демьяненко, Николай Яковлевич
Николай Яковлевич Демьяненко (6 июля 1935, Салтановка Жлобинского района) — советский и украинский экономист. доктор экономических наук (1991), профессор (1994). Академик НААН (1999), заслуженный деятель науки и техники Украины (1999).

## Биография
Окончил Украинскую сельскохозяйственную академию (1965). Работал бухгалтером (1962-66); в Украинском филиале Государственного всесоюзного научно-исследовательского технологического института ремонта и эксплуатации машинно-тракторного парка (1970-79); с 1979 — в Украинском НИИ экономики и организации сельского хозяйства (в настоящее время Институт аграрной экономики НААН, Киев): С 1991 возглавлял ряд отделов, в частности с 2001 — зав. отдела финансово-кредитной и налоговой политики, в то же время с 1992 — зам. директора по научной работы; с 1994 — зав. кафедрой финансов и кредита Национального аграрного университета (Киев).

## Научные труды
- «Анализ хозяйственной деятельности районного объединения Сельхозтехника». Москва, 1977 (соавтор.);
- «Основы экономического анализа деятельности предприятий госкомсельхозтехники». Москва, 1984 (соавтор.);
- «Удосоконалення господарського механізму агропромислового комплексу». К., 1985 (соавтор.);
- «Повышение отдачи оборотных средств колхозов». К., 1988;
- «Фінансування і кредитування сільськогосподарських підприємств». К., 1995;
- «Фінанси сільськогосподарських підприємств»: Пособие К., 2000 (соавтор.);
- «Проблеми амортизації в аграрному секторі АПК (обліково-фінансовий аспект)». К., 2006 (соавтор.).